# Kölns universitet

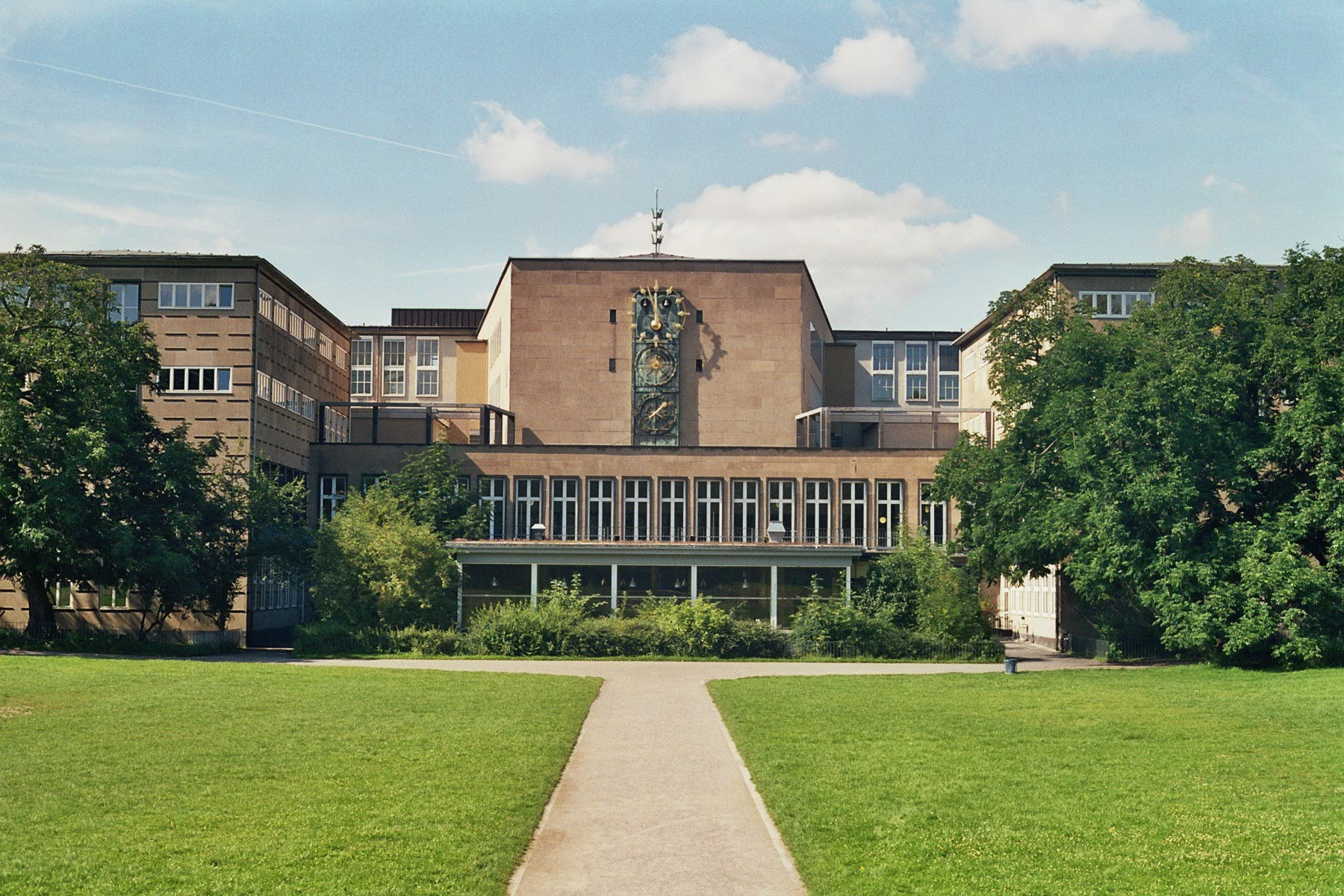
Universitets huvudbyggnad från 1934

Kölns universitet, tyska Universität zu Köln, är ett av Europas äldsta universitet och med sina 44 000 studenter ett av Tysklands största universitet. Kölns universitet grundades 1388 men stängdes under det franska styret över Köln och det dröjde 121 år tills det återupptog sin verksamhet 1919. 